# Setaphis bulawayensis
Setaphis bulawayensis är en spindelart som beskrevs av Tucker 1923. Setaphis bulawayensis ingår i släktet Setaphis och familjen plattbuksspindlar. Inga underarter finns listade i Catalogue of Life.